# Ouled Maaref
Ouled Maaref là một đô thị thuộc tỉnh Médéa, Algérie. Dân số thời điểm năm 2002 là 9.415 người.